# Лона-Лазес
Ло̀на-Ла̀зес (на италиански: Lona-Lases) е община в Северна Италия, автономна провинция Тренто, автономен регион Трентино-Южен Тирол. Административен център на общината е село Лазес (Lases), което е разположено на 639 m надморска височина. Населението на общината е 856 души (към 2018 г.).